# Bouzon-Gellenave
Bouzon-Gellenave är en kommun i departementet Gers i regionen Occitanien i sydvästra Frankrike. Kommunen ligger i kantonen Aignan som tillhör arrondissementet Mirande. År 2022 hade Bouzon-Gellenave 163 invånare.

## Befolkningsutveckling
Antalet invånare i kommunen Bouzon-Gellenave
Referens:INSEE